# August Wilhelm Francke
Pour les articles homonymes, voir Francke.
August Wilhelm Francke (né le 14 mars 1785 à Karow et mort le 23 mai 1851 à Magdebourg) est un avocat administratif prussien et maire de Magdebourg.

## Biographie
Francke est le fils d'un métayer. De 1790 à 1803, il étudie au lycée de Brandebourg-sur-la-Havel. Il étudie le droit à l'université Frédéric de Halle. En 1804, il devient membre du Corps Saxonia Halle. En 1807, il entre au service westphalien et commence comme avocat stagiaire à la Chambre de la guerre et du domaine de Magdebourg. En 1808, lorsque la chambre du domaine est dissoute, il trouve un emploi à la sous-préfecture de Halle-sur-Saale. En 1809, il est appelé à Göttingen comme conseiller préfectoral, où il ne reste que quelques mois. Il devient ensuite secrétaire général du département de l'Elbe du royaume de Westphalie à Magdebourg. Dans cette fonction, il y a des problèmes constants avec la domination française, puisque Francke se considère comme un patriote allemand. En 1813, Francke se rend donc à Osterode am Harz comme sous-préfet. Après la fin du royaume de Westphalie à la suite de la défaite française lors de la bataille de Leipzig, Francke devient gouverneur militaire prussien à Halberstadt. Plus tard, en avril 1817, il devient conseiller du gouvernement nouvellement formé à Erfurt.

## Maire de Magdebourg
Le 23 mai 1817 Francke est nommé administrateur de l'arrondissement, directeur de la police et maire de Magdebourg par Frédéric-Guillaume III, dont il a la faveur.
En 1823, Francke fonde la caisse d'épargne de Magdebourg (de), qui existe encore aujourd'hui, mais aussi une caisse d'instituteurs pour les veuves et les orphelins et une institution d'approvisionnement en bois. En plus de s'occuper des pauvres, Francke réforme le système scolaire de la ville. Magdebourg disposait ainsi à l'époque du système scolaire le plus moderne des état allemands. Tous les enfants de tous les groupes de population de la ville sont couverts par ce système développé en collaboration avec l'inspecteur scolaire Karl Zerrener. Francke vit à l'adresse Georgenplatz 3 pendant cette période.
Plusieurs parcs sont créés sous sa responsabilité, et Francke peut persuader Peter Joseph Lenné de les concevoir, comme dès 1825, le jardin de l'abbaye de Berge (de). Les autres installations sont le parc Herrenkrug (de) et le sentier Glacis. En 1827, le cimetière nord (aujourd'hui parc nord de Magdebourg (de)) est le premier cimetière à l'extérieur des fortifications de la ville, contre la résistance du commandant de la forteresse, le comte Gustav von Hacke. Pour des raisons d'hygiène et pour améliorer la qualité des nappes phréatiques, il est urgent de désengorger les cimetières du centre-ville.
Francke montre un engagement fort dans la lutte contre le choléra qui éclate en 1831. Huit casernes de choléra et divers points de distribution de soupe sont mis en place en peu de temps.
Après la promulgation du règlement de succession du 17 mars 1831, il démissionne de son poste de maire et accepte la charge de chef de la police de Berlin. Peu de temps après, les habitants de Magdebourg le ramènent et le nomment maire à vie. En 1832, il fait améliorer l'éclairage public. Francke est très engagé dans la promotion des voyages en bateau à vapeur sur l'Elbe. Il entreprend la construction de nouveaux grands entrepôts (Neuer Packhof 1832-1836) et participe à l'extension des liaisons ferroviaires, notamment la voie ferrée Magdebourg-Leipzig (inaugurée en 1840). D'autres projets qu'il soutient sont les lignes Magdebourg-Halberstadt (1843) et Magdebourg-Potsdam (1846). Francke améliore l'approvisionnement en eau de Magdebourg et fait remplacer les tuyaux en bois d'origine par des tuyaux en fonte. À partir de 1844, l'eau est pompée à la vapeur. Il pense également à agrandir la ville et rédige un mémorandum correspondant. Cette approche n'est mise en œuvre que 30 ans plus tard sous son successeur Gustav Hasselbach (de).
En 1848, sous l'influence de la révolution allemande de 1848-1849, à laquelle il s'oppose, Francke quitte ses fonctions. En 1849, il est élu pour la deuxième législature à la Chambre des représentants de Prusse pour la circonscription de Magdebourg. Il est membre de la faction Centrum. Le 11 septembre 1850, il démissionne. Il est membre du conseil d'administration de diverses compagnies de chemin de fer.

## Honneurs

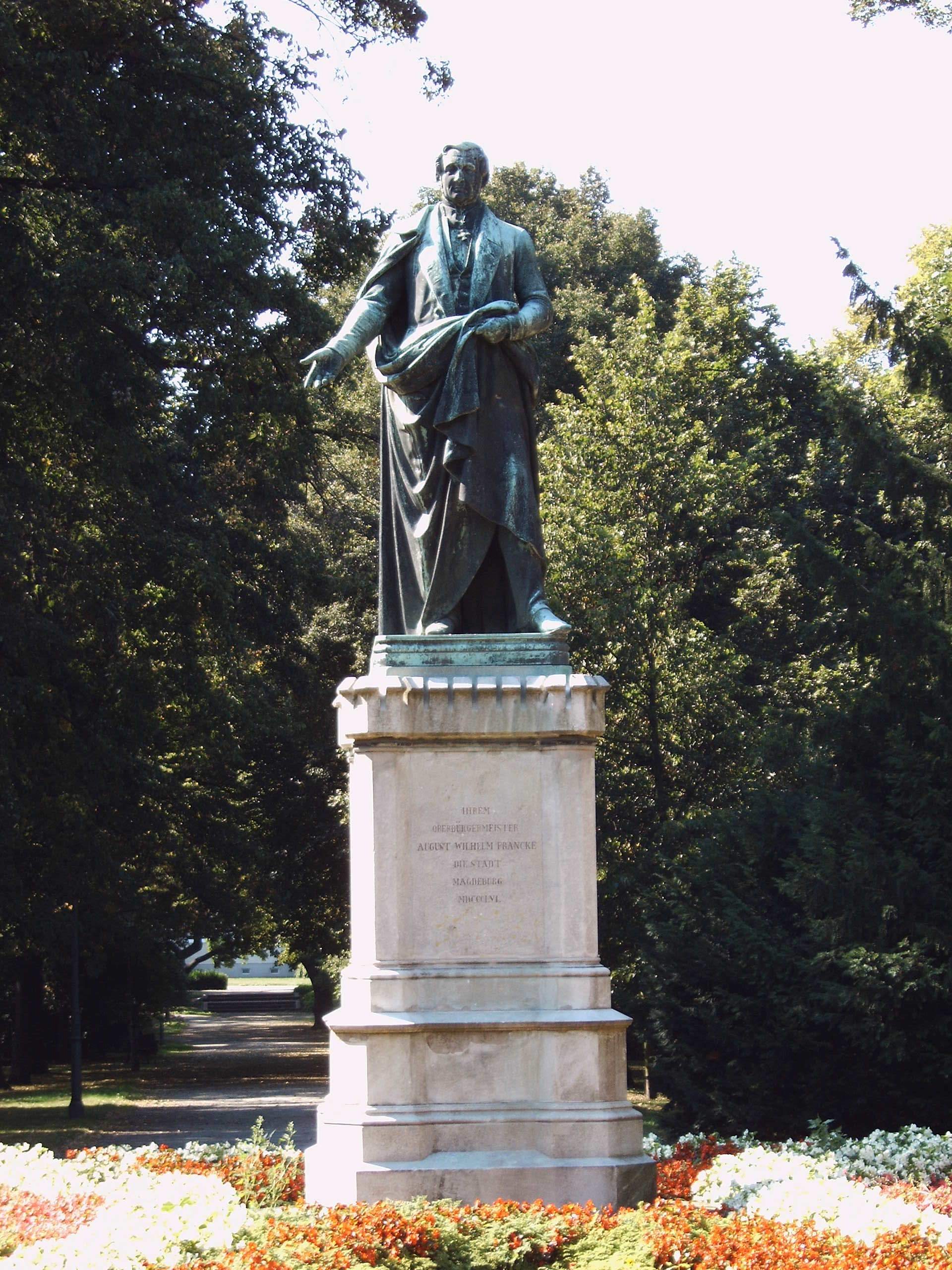
Le monument de Francke dans le parc nord de Magdebourg

Francke est chevalier de l'ordre de l'Aigle rouge. En 1857, Gustav Blaeser créé pour lui un monument au nom de la ville de Magdebourg, qui est réalisé par Georg Ferdinand Howaldt (de) à Brunswick et, après avoir été déplacé, se trouve maintenant dans le parc nord de Magdebourg (de). En 1997, la Société de Magdebourg de 1990 créé une médaille August-Wilhelm-Francke destinée à être décernée à des personnalités de Magdebourg.
La ville de Magdebourg nomme une rue (Franckestraße) en son honneur.

## Famille
Son fils Otto Francke (de), né en 1823, est maire de Stralsund de 1864 jusqu'à sa mort en 1886.